# Black Bag
Black Bag är en amerikansk thriller- och dramafilm med premiär 2025. Filmen är regisserad av Steven Soderbergh efter ett manus skrivet av David Koepp.
Filmen var tidigare planerad att ha biopremiär i Sverige den 9 maj 2025, utgiven av Universal Pictures.

## Rollista (i urval)
- Cate Blanchett
- Michael Fassbender
- Regé-Jean Page
- Marisa Abela
- Naomie Harris
- Pierce Brosnan
- Tom Burke